# Kurt-Jürgen Maaß

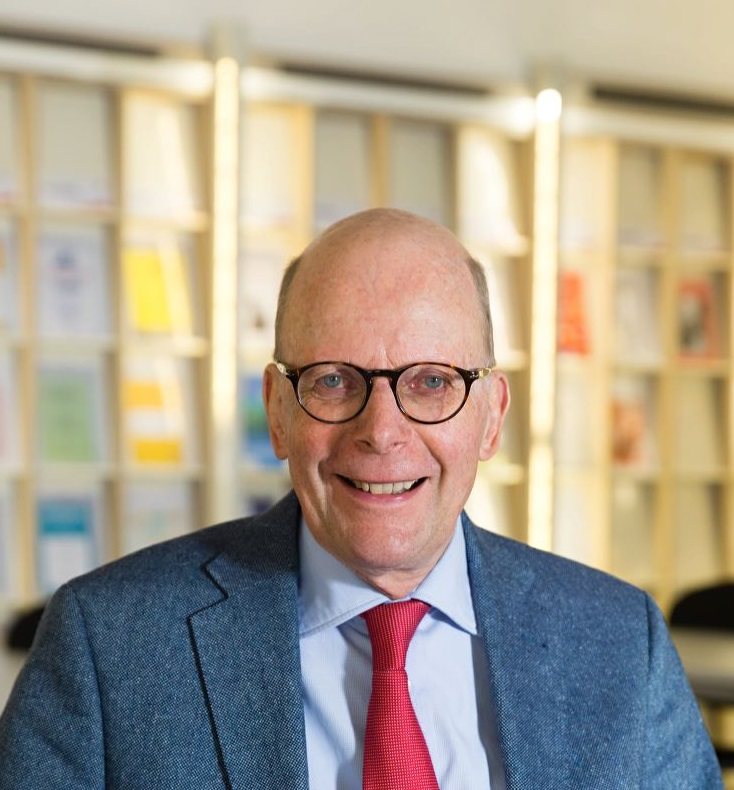
Kurt-Jürgen Maaß in der ifa-Bibliothek in Stuttgart 2018

Kurt-Jürgen Maaß (* 28. Juli 1943 in Elmshorn, Deutschland) ist ein deutscher Kulturmanager, Wissenschaftler und ehemaliger Generalsekretär des Instituts für Auslandsbeziehungen.

## Ausbildung
Maaß studierte Rechts- und Wirtschaftswissenschaften in Hamburg und Lausanne, promovierte 1969 in Hamburg mit einer Arbeit über den Europarat und legte im November 1972 nach einer Referendarzeit in Hamburg, Straßburg und Speyer die Zweite Juristische Staatsprüfung ab.

## Beruf und Leben
Nach dem Studium arbeitete er zunächst als Redakteur bei der Deutschen Universitäts-Zeitung in Bonn, dann als Direktor der Ausschüsse für Wissenschaft und Wirtschaft  bei der Nordatlantischen Versammlung in Brüssel und anschließend (ab 1977) als Referent bei der Alexander von Humboldt-Stiftung in Bonn.
Es folgten Aufgaben im Bundesministerium für Bildung und Wissenschaft in Bonn und eine Referatsleitung beim Wissenschaftsrat in Köln. 1988 kehrte Maaß als Abteilungsleiter zur Humboldt-Stiftung zurück und war ab 1994 gleichzeitig stellvertretender Generalsekretär. 1998 bis 2008 war er Generalsekretär des Instituts für Auslandsbeziehungen in Stuttgart und Herausgeber der Zeitschrift Kulturaustausch.
Von 2001 bis 2013 hatte er Lehraufträge an den Universitäten Stuttgart, Tübingen, Bamberg und an der Azerbaidjan Diplomatic Academy in Baku inne. Die Universität Tübingen verlieh ihm 2005 eine Honorarprofessur am Institut für Politikwissenschaft.
Beim Forum der Kulturen in Stuttgart war er 2009 bis 2015 Vorsitzender des Kuratoriums.
2018 erhielt er das Verdienstkreuz 1. Klasse des Verdienstordens der Bundesrepublik Deutschland.
Er ist verheiratet und hat drei Kinder.
Maaß publizierte zahlreiche Bücher und über 100 Aufsätze zu Fragen des internationalen Wissenschaftsaustausches, der Auswärtigen Kulturpolitik und der internationalen Kulturbeziehungen.

## Publikationen

### Herausgeberschaften
- Spurensuche. Wege und Wirkungen des internationalen Wissenschaftleraustausches / Alexander von Humboldt-Stiftung (Bonn) (Hg.). – Bonn: Alexander von Humboldt-Stiftung, 1988. – 88 S.
- Übersetzen, verstehen, Brücken bauen. Geisteswissenschaftliches und literarisches Übersetzen im internationalen Kulturaustausch. / Armin Paul Frank, Kurt-Jürgen Maaß ... (Hg.). – Berlin: Schmidt, 1993. – 2 Bd.: 1 – XIX, 458 S. – 2. – S. 469–897. – (Göttinger Beiträge zur internationalen Übersetzungsforschung; 8,1 u. 8,2)
- Freund oder Fratze? Das Bild von Deutschland in der Welt und die Aufgaben der Kulturpolitik / Hilmar Hoffmann, Kurt-Jürgen Maaß (Hg.). – Frankfurt/M.: Campus, 1994. – 199 S.
- Zur Freiheit bestimmt. Alexander von Humboldt. Eine hebräische Lebensbeschreibung / Kurt-Jürgen Maaß (Hg.). – Bonn: Bouvier, 1997. – 88 S.
- Deutsche Hochschulen im Dialog mit der arabischen Welt. Beiträge zur Tagung des Wissenschaftlichen Initiativkreises Kultur und Außenpolitik (WIKA), Karlsruhe, 19. und 20. Juli 2007 / Institut für Auslandsbeziehungen. Kurt-Jürgen Maaß, Bernd Thum (Hg.). – Karlsruhe: Univ.-Verl., 2009. – 163 S. – (Wissensraum Europa – Mittelmeer; 1)
- Kultur und Außenpolitik. Handbuch für Wissenschaft und Praxis / Kurt-Jürgen Maaß (Hg.).  – 3. vollst. überarbeitete und erweiterte Aufl. – Baden-Baden: Nomos, 2015. – 500 S.

### Aufsätze
- Plea for a European foreign cultural policy towards the Islamic world. – In: German Foreign Policy in Dialogue (Trier), 4 (September 4, 2003) 11, S. 16–21.
- Wider die Verstaatlichung des Daseins. Stiftungen gestalten die Zukunft. – In: Stifter und Staat. Ausgewählte Beiträge zu Geschichte und Gegenwart des Stiftungswesens. – Essen: Ed. Stifterverband, 2006. – S. 179–189
- Fünf Dimensionen von Zukunftsfähigkeit. – In: Sustainable Mozart. Kunst, Kultur und Nachhaltigkeit. – Salzburg: JBZ, 2007. – S. 176–180
- Konflikte in einer globalisierten Welt – kann Kulturpolitik sie vermeiden helfen? – In: Wege und Spuren. Verbindungen zwischen Bildung, Wissenschaft, Kultur, Geschichte und Politik. Festschrift für Joachim-Felix Leonhard / Helmut Knüppel (Hg.). – Berlin: Verlag für Berlin-Brandenburg, 2007. – S. 509–521. –
- Aktuelle Herausforderungen der Auswärtigen Kulturpolitik. – In: Deutsche Außenpolitik. Sicherheit, Wohlfahrt, Institutionen und Normen / Thomas Jäger, … (Hg.). – 2. Aufl. – Wiesbaden: VS, 2010. – S. 584–602.
- Rolle und Bedeutung von Evaluation in der Auswärtigen Kulturpolitik Deutschlands. – In: Evaluation in Kultur und Kulturpolitik. Eine Bestandsaufnahme / Vera Hennefeld, Reinhard Stockmann (Hg.). – Münster: Waxmann, 2013. – S. 35–52. – (Sozialwissenschaftliche Evaluationsforschung; 11)
- Cultural diplomacy – opportunities and limits of soft power in foreign policy. Lecture at the Japan Foundation, with comments and discussion. – In: Wochi Kochi Magazine (Tokyo), (2013) 35 (T. 1) und 37 (T. 2), 11,12 S.